# Life (Neil Young)
Life is een livealbum van singer-songwriter Neil Young en zijn vijfde met Crazy Horse. Het is Youngs laatste album uitgegeven door Geffen Records en het werd uitgebracht op 6 juli 1987. De meeste nummers van het album zijn live opgenomen, de uitzonderingen zijn "Crying eyes" en "We never danced".
Dit album is opgenomen in Universal Amphitheatre, Universal City, Californië en Record One, Los Angeles.

## Tracklist
Alle muziek en teksten zijn geschreven door Neil Young. 
| Nr. | Titel                         | Duur |
| --- | ----------------------------- | ---- |
| 1.  | Mideast vacation              | 4:21 |
| 2.  | Long walk home                | 4:56 |
| 3.  | Around the world              | 5:26 |
| 4.  | Inca queen                    | 7:56 |
| 5.  | Too lonely                    | 2:48 |
| 6.  | Prisoners of rock 'n' roll    | 3:12 |
| 7.  | Cryin' eyes                   | 2:52 |
| 8.  | When your lonely heart breaks | 5:16 |
| 9.  | We never danced               | 3:37 |

## Bezetting
- Neil Young - gitaar, mondharmonica, keyboard
- Crazy Horse
Frank Sampedro - gitaar, keyboard
Ralph Molina - drums
Billy Talbot - basgitaar